# Vanadin(V)oxid
Vanadin(V)oxid eller vanadinpentoxid är en kemisk förening av metallen vanadin och syre med formeln V2O5.

## Framställning
Vanadinpentoxid framställs ur vanadinmalm genom att behandla den med natriumkarbonat (Na2CO3) vilket ger salterna natriummetavanadat (NaVO3) och natriumortovanadat (Na3VO4). När svavelsyra tillsätts lösningen fälls olika oxider av vanadin ut när pH-värdet har fallit till runt 2. Utfällningen värms upp till 690 °C vilket ger vanadinpentoxid.

## Användning
Den största mängden vanadinpentoxid används vid framställning av olika stål-legeringar. Den reduceras med kol eller koks i masugnsprocessen på samma sätt som järn(III)oxid.
Vanadinpentoxid används också vid tillverkningen av svavelsyra. Det är nämligen en effektiv katalysator för att oxidera svaveldioxid till svaveltrioxid.
{\displaystyle {\rm {2\ SO_{2}+O_{2}\leftrightharpoons 2\ SO_{3}}}}
Andra tillämpningar är som sensormaterial i bolometrar och värmekameror.